# L'eredità dei Guldenburg
L'eredità dei Guldenburg (Das Erbe der Guldenburgs) è una serie televisiva tedesca in 39 episodi trasmessi per la prima volta nel corso di 3 stagioni dal 1987 al 1990.
È una serie drammatica incentrata sulle vicende della famiglia aristocratica dei Guldenburg.

## Personaggi e interpreti
- Christine von Guldenburg, geb. von Schönfeld (39 episodi, 1987-1990), interpretata da Christiane Hörbiger.
- Susanne 'Nane' von Guldenburg (39 episodi, 1987-1990), interpretata da Katharina Böhm.
- Evelyn von Guldenburg, gesch. Lauritzen, geb. von Guldenburg (39 episodi, 1987-1990), interpretata da Iris Berben.
- Achim Lauritzen (39 episodi, 1987-1990), interpretato da Wilfried Baasner.
- Margot Balbeck (37 episodi, 1987-1990), interpretata da Ruth-Maria Kubitschek.
- Aenne Günther (37 episodi, 1987-1990), interpretata da Monika Peitsch.
- Kersten 'Kitty' Balbeck, gesch. von Guldenburg, geb. Balbeck (36 episodi, 1987-1990), interpretata da Susanne Uhlen.
- Kurt Kröger (35 episodi, 1987-1990), interpretato da Friedrich Schütter.
- Johanna Kröger (35 episodi, 1987-1990), interpretato da Ingeborg Christiansen.
- Jan Balbeck (34 episodi, 1987-1990), interpretato da Sigmar Solbach.
- Herta von Guldenburg, geb. von Reichwaldt (26 episodi, 1987-1990), interpretata da Brigitte Horney.
- Thomas Maximilian Friedrich von Guldenburg (26 episodi, 1987-1990), interpretato da Wolf Roth.
- Carina de Angeli (25 episodi, 1987-1990), interpretata da Sydne Rome.
- Johannes 'Hannes' von Meerungen (25 episodi, 1989-1990), interpretato da Friedrich von Thun.
- Tobias Kröger (23 episodi, 1987-1990), interpretato da Alexander Wussow.
- Alexander Leopold 'Sascha' von Guldenburg (15 episodi, 1987-1990), interpretato da Jochen Horst.
- Dottor Max von Guldenburg (14 episodi, 1987), interpretato da Jürgen Goslar.
- Prof. Christoph (13 episodi, 1990), interpretato da Juraj Kukura.
- Claudio Torres (11 episodi, 1989-1990), interpretato da Christopher Buchholz.
- Barbara Strobel (10 episodi, 1990), interpretata da Sabine Postel.
- Alfred von Steinfeld (7 episodi, 1987-1990), interpretato da Karl Schönböck.

## Produzione
La serie, ideata da Michael Baier, fu prodotta da Neue Deutsche Filmgesellschaft e Zweites Deutsches Fernsehen e girata ad Amburgo e nello Schleswig-Holstein in Germania. Le musiche furono composte da Eberhard Schoener.

### Registi
Tra i registi sono accreditati:
- Jürgen Goslar
- Gero Erhardt

### Sceneggiatori
Tra gli sceneggiatori sono accreditati:
- Michael Baier

## Distribuzione
La serie fu trasmessa in Germania dal 29 gennaio 1987 al 19 maggio 1990 sulla rete televisiva ZDF. In Italia è stata trasmessa su Canale 5 a partire dal 22 settembre 1987 con il titolo L'eredità dei Guldenburg.
Alcune delle uscite internazionali sono state:
- in Germania il 29 gennaio 1987 (Das Erbe der Guldenburgs)
- in Francia il 9 settembre 1991 (La dynastie des Guldenburg)
- in Spagna (La herencia de los Guldenburg)
- in Italia (L'eredità dei Guldenburg)

## Episodi
| Stagione         | Episodi | Prima TV Germania | Prima TV Italia |
| ---------------- | ------- | ----------------- | --------------- |
| Prima stagione   | 14      | 1987              |                 |
| Seconda stagione | 12      | 1989-1990         |                 |
| Terza stagione   | 13      | 1990              |                 |